# Fuchsia hirtella
Fuchsia hirtella är en dunörtsväxtart som beskrevs av Carl Sigismund Kunth. Fuchsia hirtella ingår i släktet fuchsior, och familjen dunörtsväxter. Inga underarter finns listade i Catalogue of Life.